# Микијељ
Микијељ је српско презиме, које се данас среће у Црној Гори, Србији, Хрватској и Херцеговини. Слична презимена су Микијељевић, Микијел, Кужељ, Шешељ и сл.

## Порекло
Порекло породице Микијељ је из античког приморског града Грипуле у заливу Траште, који је разорен крајем 14. века. Породична слава је Свети Апостол Вартоломеј. Имају заједничко порекло са презименима Микијељевић и Миљешковић који такође живе у Бококоторском заливу Траште.

## Личности са презименомМикијељ
- Раић Микијељ (Протопоп Српске православне цркве 14. век, град Групула)[1]
- Јово Микијељ (Свештеник Грбаљски СПЦ који је предводио борбу за ослобођење Грбља од Француске окупације 1812. година)[2]
- Јово Микијељ (Парох загорски, Српске православне цркве, 1875. године до 1915. године)[3]
- Филип Микијељ (Свештеник Грбаљски СПЦ током 1900. године је био један од ктитора Грбаљског саборног Храма Светог Николе Чудотворца који је подиго или обновио на темељу мањег, Митрополит Митрофан Бан)[4]
- Биљана Микијељ (Доктор наука Универзитета у Вашинготу, Српско-Амерички иноватор савремених керамичких оклопа)[5]
- Војин Микијељ (Доктор техничких наука универзитета у Београду, радио на синтеровању ураниумдиоксида у РО Институт за нуклеарне науке „Борис Кидрич” Винча)[6]
- Александар Микијељ (Директор ФК Грбаљ и бивши Фудбалер ФК Бокеља и ФК Борац из Чачка)[7]
- Ђуро Микијељ (добровољац краљевине Србије у великом рату